# Pelága-csúcs
A Pelága-csúcs (románul Vârful Peleaga) a Retyezát-hegység legmagasabb pontja (2509 m). A hegység északi főgerincének középső részén helyezkedik el.  Románia hatodik legmagasabb hegye.
A  hegycsúcsról négy hegyél ereszkedik le. Az északnyugati gerinc felső része igen tagolt, vad sziklacsoportokból áll. 
Megközelíthető a Rossz-völgy (Valea Rea) vagy a Bukura-katlan felől.

## Külső hivatkozások
- Pelága-csúcs – Retyezát.ro
- Körpanoráma – YouTube-videó